# Sbozzatore
Lo sbozzatore è una macchina utilizzata nel processo di laminazione a caldo per la realizzazione di lamiere.
Generalmente è composta da quattro cilindri (due di lavoro e due di appoggio) attraverso i quali avviene il processo di riduzione dello spessore della bramma.